# Константинос Димитриадис (революционер)
Константинос Димитриадис-Бембис (на гръцки: Κωνσταντίνος Δημητριάδης-Μπέμπης) е гръцки революционер, деец на Гръцката въоръжена пропаганда в Македония от началото на XX век.

## Биография
Константинос Димитриадис е роден в 1865 година в македонския град Негуш, тогава в Османската империя. Учи в Солун на издръжката на семейство Думбас. Присъединява се към гръцката пропаганда в Македония. Действа в Негушко. Става един от видните фигури на гръцката пропаганда в Негушко и е заместник-председател на гръцкия комитет в родния му град. Действа като пратеник между андартските групи в Каракамен. Сътрудничи си с видните дейци Константинос Мазаракис, Телос Агапинос, Георгиос Катехакис и други.
Умира в Негуш в 1942 година.